# Roberto Dueñas (mánager)
Roberto Alejandro Miguel Dueñas Dujovne (La Serena, 3 de septiembre de 1963) es un representante artístico, conductor de radio y comentarista de farándula chileno.
Es sobrino del comentarista deportivo Abraham Dueñas, y primo de la humorista Jani Dueñas. Se tituló de técnico en administración hotelera en Inacap.
Luego de haber sido el representante artístico de la modelo chilena Marlen Olivari por varios años, le obsequió un anillo de compromiso durante una sesión fotográfica para una revista. Más tarde, el 14 de enero de 2005, se casó con ella en una boda que se transmitió en directo a todo Chile por el canal Mega. Después de varios acontecimientos que fueron seguidos por la prensa de espectáculos, la pareja se mantuvo separada desde 2007 hasta obtener el divorcio en mayo de 2009. Ese mismo año participó en el reality show de Canal 13 1910.
En febrero de 2011, la Brigada de Delitos Sexuales y Menores de la PDI, investigó a Roberto Dueñas debido a una denuncia por abuso sexual presentada por la modelo paraguaya Patricia Aguirre, quien incluso dio declaraciones en el programa Mentiras verdaderas de La Red ese mismo año. En febrero de 2015 fue elegido Rey del Festival de La Serena por la prensa acreditada en el evento.
Durante casi un año arrendó un espacio en Radio Montecarlo, en la ciudad de La Serena, donde condujo el programa Los dueños de la tarde (2013-2014). Desde abril de 2015, administra la radio Mi Radio 98.5, donde realiza el programa matinal Buen día.